# Rjadovoj
Rjadovoj (russo: Рядово́й) nell'esercito, nelle truppe aviotrasportate e nell'aeronautica militare della Federazione Russa è il grado militare più basso, corrispondente al soldato o all'aviere dell'Esercito e dell'Aeronautica Militare Italiana. Il grado è equivalente ai marinai (russo: матрос) della Marina russa. Nelle forze armate dell'Unione Sovietica (e successivamente in quelle della Federazione Russa) l'Efréjtor è il penultimo grado del personale arruolato.

## Etimologia
La parola ryadovoy si riferisce al russo rjad (russo: ряд), che in un contesto militare significa "file" o "grado" (nel senso di "grado e file").

## Storia

### Impero russo
L'Esercito Imperiale utilizzò la designazione di grado di rjadovoj precedentemente alla rivoluzione russa del 1917. 

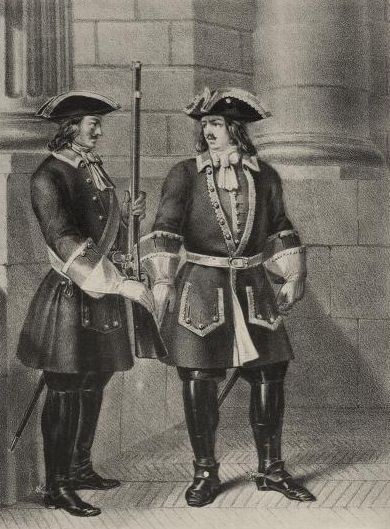
Rjadovoj e ufficiale del reggimento a cavallo della Guardia imperiale (1727-1730 circa)

Oltre al grado effettivo di soldato semplice, altri gradi militari ad esso corrispondenti furono usati nelle forze armate dell'Impero russo: 
- fanteria 
  - granatiere (nei reggimenti granatieri)
  - fuciliere (nelle unità fucilieri)
  - cacciatore (nei reggimenti cacciatori)
- cavalleria 
  - dragone (nei reggimenti dragoni)
  - ulano (nei reggimenti ulani)
  - ussaro (nei reggimenti ussari)
  - corazziere (nei reggimenti corazzieri)
- artiglieria 
  - artigliere
  - cannoniere
  - truppe irregolari
  - cosacco (nella cavalleria e nelle unità di fanteria cosacca)
  - artigliere cosacco (nell'artiglieria cosacca)
  - cavaliere (nelle unità di cavalleria della milizia caucasica)
- Marina Imperiale
  - marinaio di 2ª classe
  - fuochista di 2ª classe
  - timoniere
  - segnalatore r.

Inoltre, i cadetti delle scuole militari venivano trattati come soldati semplici.
Il grado militare successivo è Efréjtor o equivalenti. Nelle forze armate russe, durante il periodo imperiale, era prevista una punizione per gli ufficiali e i funzionari del dipartimento militare per misfatti e crimini la retrocessione di grado.

### Unione Sovietica

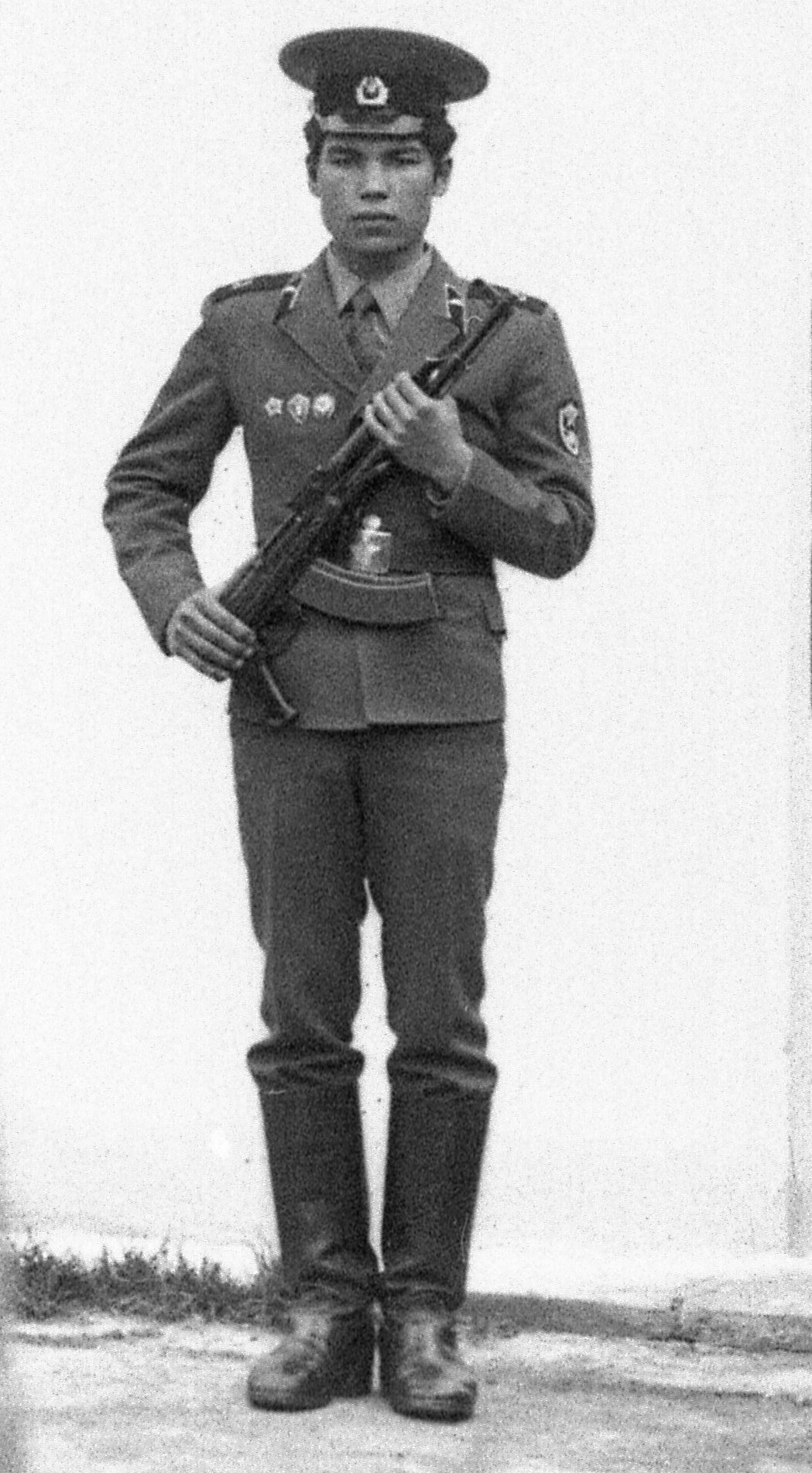
Rjadovoj in alta uniforme della Sovetskaja Armijanel 1985

Il grado riapparve nel nuovo esercito sovietico nel 1946, sostituendo il grado di "krasnoarmeeec" (russo: красноармеец, letteralmente: uomo dell'Armata Rossa o soldato dell'Armata Rossa) utilizzato nell'Armata Rossa dal 1919 al 1946, quando la designazione del grado Rjadovoj fu reintrodotta nelle forze armate dell'Unione Sovietica.
| — Красноармеец —                      | — Красноармеец —             | — Красноармеец —           | — Красноармеец —           | — Красноармеец —             | — Красноармеец —                      | — Рядовой —                        | — Рядовой —                                               |
| ------------------------------------- | ---------------------------- | -------------------------- | -------------------------- | ---------------------------- | ------------------------------------- | ---------------------------------- | --------------------------------------------------------- |
|                                       |                              |                            |                            |                              |                                       |                                    |                                                           |
| петличный знак fanteria (1924–1935г.) | ... cavalleria (1924–1943г.) | ... fanteria (1935–1940г.) | ... fanteria (1940–1943г.) | controspallina (1943–1946г.) | controspallina da campo (1946–1955г.) | fanteria motorizzata (1969–1994г.) | truppe aviotrasportate, aviazione VVS e PVO (1969–1994г.) |

## Russia
Nelle Forze armate della Federazione Russa all'inizio del servizio militare, per i cittadini che non fanno parte delle riserve delle forze armate richiamate al servizio militare, viene loro assegnato il grado militare di Soldato (Marinaio).
Prima del grado militare di un militare che presta servizio in un'unità militare della Guardia Nazionale della Federazione Russa o su una nave della guardia, viene aggiunta la parola "guardia". Al grado di un militare in servizio o di un cittadino della riserva viene aggiunta sempre il nome della specialità del servizio; ad esempio ad un militare del "servizio medico" al grado viene aggiunta la parola medico.
Al grado militare di un cittadino che si trova nella riserva o in pensione, vengono aggiunte rispettivamente le parole "riserva" o "pensione".
Nella Marina russa, il grado di soldato semplice corrisponde al grado di marinaio (russo: матрос; traslitterato: Matros)che corrisconde al comune di seconda classe della Marina Militare Italiana.
Gli allievi delle scuole militari sono chiamati “cadetti”. Durante il periodo di addestramento, ricevono il grado militare di soldato semplice o marinaio e, dopo il completamento con successo di un istituto di istruzione militare, ricevono il grado di ufficiale di tenente o secondo tenente, a seconda della scuola.

### Insegne dei gradi militari nelle Forze Armate della Federazione Russa nel periodo 1994-2010
Insegne dei gradi militari indossate dal personale militare dal 1994 al 2010 (annullate con Decreto del Presidente della Federazione Russa dell'11 marzo 2010 n. 293 ).
| — Курсант — | — Курсант —                                     | — Рядовой —                                                                    | — Рядовой —                                                           | — Рядовой —                                                  | — Рядовой —                          |
| --- | ----------------------------------------------- | ------------------------------------------------------------------------------ | --------------------------------------------------------------------- | ------------------------------------------------------------ | ------------------------------------ |
| |                                                 |                                                                                |                                                                       |                                                              |                                      |
| Controspallina per uniforme quotidiana di cadetto,con il grado di Rjadovoj di Aeronautica e truppe aviotrasportate | Controspallina per uniforme da campo di cadetto | Controspallina per uniformi quotidiane e da cerimonia delle Forze armate russe | Controspallina per uniforme quotidiana e da cerimonia di ВКС, КV, VDV | Controspallina per uniforme quotidiana e da cerimonia di VVS | Controspallina per uniforme da campo |